# Jean Luc Rosat
Jean Luc Rosat (Montevideo, 6 de septiembre de 1953-Río de Janeiro, 2 de abril de 2021) más conocido como suizo, fue un jugador de voleibol brasileño nacido en Uruguay.

## Biografía
Pasó por los clubes, defendió los colores de AABB-RJ, Botafogo-RJ, Clube Israelita Brasileiro y Bradesco Atlântica-RJ. De ellos, destacó en Botafogo, donde jugó junto a nombres como Bebeto de Freitas y Bernardinho, y ganó varios títulos.

### Selección nacional de voleibol
Defendió a la selección brasileña en los Juegos Panamericanos de 1975 en México en donde ganó la medalla de plata, en los Juegos Olímpicos de Montreal 1976 y Moscú 1980, y en los Mundiales de México 1974 e Italia 1978.
Incluso se convirtió en parte de la fase inicial de la Generación Plata.

## Muerte
Murió el 2 de abril de 2021 en un hospital de Río de Janeiro, a la edad de 67 años, por complicaciones del COVID-19. .